# جوني ارتياغا
جوني ارتياغا (بالإسبانية: Jhonny Arteaga)‏ (24 نوفمبر 1986 بكالي في كولومبيا - ) هو لاعب كرة قدم كولومبي في مركز الهجوم. لعب مع نيويورك ريد بولز ووسترن ماس بيونيرز وF.C. New York ‏ وŁKS Łomża ‏ وAlbany BWP Highlanders ‏ وبيتسبورغ ريفرهوندز وWestchester Flames ‏.

## روابط خارجية
- جوني ارتياغا على موقع الدوري الأمريكي (الإنجليزية)
- جوني ارتياغا على موقع قاعدة بيانات كرة القدم.إي يو (الإنجليزية)
- جوني ارتياغا على موقع Soccerway.com (الإنجليزية)